# 연화 2
"연화 2"는 한국에서 제작된 임권택 감독의 1974년 영화이다. 이순재 등이 주연으로 출연하였고 정진우 등이 제작에 참여하였다.

## 출연

### 주연
- 이순재
- 박병호
- 이효춘